# 451
Évszázadok: 4. század – 5. század – 6. század
Évtizedek: 400-as évek – 410-es évek – 420-as évek – 430-as évek – 440-es évek – 450-es évek – 460-as évek – 470-es évek – 480-as évek – 490-es évek – 500-as évek
Évek: 446 – 447 – 448 – 449 –  450 – 451 – 452 – 453 – 454 – 455 – 456

## Események
- A Halley-üstökös napközelbe kerül.

### Nyugat- és Keletrómai Birodalom
- Marcianus császárt és Valerius Faltonius Adelfiust választják consulnak.
- Attila hun király összegyűjti vazallusait (osztrogótokat, gepidákat, herulokat, türingeket stb.), a száli frankok örökösödési válságának ürügyén átkel a Rajnán és betör Gallia Belgicába. Elpusztítja az útjába kerülő városokat (többek között a mai Metz, Strasbourg, Worms, Mainz, Trier, Köln, Reims, Tournai, Cambrai, Amiens és Beauvais esik a hunok és germánok áldozatává) és ostrom alá veszi Aurelianumot (ma Orléans). A nyugatrómai főparancsnok, Flavius Aetius a vizigótok, alánok és száli frankok segítségével megindul a város felmentésére. A hunok - miután rohamaikat Aurelianum alán védői visszaverik - keletebbre húzódnak.
- Június 20-án az igen véres catalaunumi csatában Aetius megállítja Attila hadjáratát, aki ezután visszavonul.[1] A csatában elesik Theodorik vizigót király is; utóda fia, Thorismund.
- A khalkédóni zsinat (a negyedik egyetemes zsinat) elítéli a monofizitákat.[2]

### Szászánida Birodalom
- A keresztények elnyomása és a zoroasztriánus vallás erőszakos terjesztése miatt az örmények Vardan Mamikonian vezetésével fellázadnak. Bár a perzsák az avarajri csatában leverik a felkelőket, maguk is súlyos veszteségeket szenvednek és II. Jazdagird király engedélyezi a vallásszabadságot az örményeknek.

### Kína
- Északi Vej császárának, Tajvunak egyik eunuchja, Cung Aj hamis vádakkal illeti a trónörökös Topa Huang barátait és támogatóit, akiket kivégeznek. A trónörökös a lelki feszültség miatt megbetegszik és meghal.

## Születések
- Kildare-i Szent Brigitta, ír apáca

## Halálozások
- június 20. – I. Theodorik, vizigót király

## Fordítás
- Ez a szócikk részben vagy egészben  a(z)   451 című angol Wikipédia-szócikk ezen változatának fordításán alapul.  Az eredeti cikk szerkesztőit annak laptörténete sorolja fel. Ez a jelzés csupán a megfogalmazás eredetét és a szerzői jogokat jelzi, nem szolgál a cikkben szereplő információk forrásmegjelöléseként.